# CBERS-4A
CBERS-4A (da série Satélite Sino-Brasileiro de Recursos Terrestres) é um satélite de observação da Terra, resultado de um acordo sino-brasileiro lançado dia 20 de dezembro de 2019 as 0:22 BRT e é o sucessor do CBERS-4, lançado em 7 de dezembro de 2014.

## História
A Agência Espacial Brasileira (AEB) e a Administração Espacial Nacional da China (CNSA, na sigla em inglês) decidiram, de comum acordo, começar o trabalho de desenvolvimento, construção e montagem do satélite CBERS-4A. A decisão foi tomada em uma reunião realizada no dia 20 de abril de 2015, no Instituto Nacional de Pesquisas Espaciais (INPE), em São José dos Campos (SP), conduzida pelo presidente da AEB, José Raimundo Braga Coelho, e pelo vice-diretor da CNSA, Wu Yanhua.
Nesta reunião também foi aprovado o relatório de trabalho do CBERS-4A, preparado pelos engenheiros e técnicos do INPE e da Academia Chinesa de Tecnologia Espacial (CAST, na sigla em inglês).
O protocolo complementar, que dará base jurídica ao satélite CBERS-4A, será assinado pelos governos dos dois países, possivelmente na segunda quinzena de maio de 2015, quando virá ao Brasil, em visita de alto nível, uma destacada autoridade do governo chinês. Posteriormente, o documento será apreciado pelo Congresso Nacional.

## Desenvolvimento
No Brasil, o desenvolvimento do programa CBERS é de responsabilidade do INPE. Os estudos do satélite já foram finalizados pelo INPE em parceria com a CAST, responsável pelo programa na China, e já foram iniciadas as discussões do projeto detalhado. Após a análise dos governos de ambos os países, será apresentado um protocolo complementar para incluir a missão CBERS-4A no acordo bilateral entre Brasil e China, informa Leonel Perondi, diretor do INPE.

## Objetivos
O programa CBERS fornece imagens via satélites para monitorar o meio ambiente, verificar desmatamentos, desastres naturais, a expansão da agricultura e das cidades, entre outras aplicações.
O acordo entre Brasil e China permite a distribuição global dos dados CBERS, com o objetivo de proporcionar a países em desenvolvimento os benefícios do uso de imagens de satélites.
Wu Yanhua, vice-administrador da CNSA, destacou o programa CBERS como um exemplo bem-sucedido de cooperação Sul-Sul em matéria de alta tecnologia. O dirigente chinês, também afirmou, que o programa é muito importante para a parceria estratégica entre o Brasil e a China.
O CBERS-4A será o sucesso do CBERS-4, lançado com sucesso em dezembro de 2014, e que tem uma vida útil estimada de três anos. O novo satélite deve garantir a continuidade do fornecimento de imagens aos usuários dos dados CBERS, que são cada vez mais numerosos.

## Características
O CBERS-4A será equipado com cargas úteis fornecidas pelo Brasil e pela China. Assim como ocorreu com os satélites antecessores, a divisão de responsabilidade no desenvolvimento do satélite será de 50% para cada país. De acordo com a proposta, o Brasil deve fornecer as câmeras MUX e WFI – que já foram usadas nos CBERS-3 e 4, e também o Sistema de Coleta de Dados. A China deve incluir uma câmera de alta resolução (HRC).
O INPE desenvolve o programa CBERS em parceria com empresas brasileiras, conforme sua política voltada à capacitação da indústria nacional. Construída pela Opto Eletrônica, a MUX é a primeira câmera para satélite inteiramente desenvolvida e produzida no Brasil. Trata-se de uma câmera multiespectral com quatro bandas para cobrir a faixa de comprimento de onda do azul para o infravermelho próximo (a partir de 450 nm a 890 nm) com uma resolução de 20 m no solo e uma largura de faixa terreno de 120 km.
A WFI é uma versão avançada do instrumento desenvolvido para os CBERS-1 e 2, com quatro bandas espectrais e resolução no solo de 64 m no nadir e uma faixa de 866 km. A câmera fornece uma resolução espacial melhorada em comparação com os sensores a bordo dos CBERS-1 e 2 (260 m em missões anteriores), mantendo, no entanto, sua alta resolução temporal de 5 dias. A WFI foi construída através de um consórcio formado pela Opto Eletrônica e Equatorial Sistemas.

## Lançamento
O satélite CBERS-4A está foi lançado em 20 de dezembro de 2019, ano em que também serão comemorados os 30 anos da cooperação espacial entre Brasil e China. Ele será lançado por meio de um veículo de lançamento Longa Marcha 4B a partir do Centro de Lançamento de Taiyuan, na China.